# 易卜拉希馬·卡索里·福法納
易卜拉希馬·卡索里·福法納（Ibrahima Kassory Fofana）出生于1954年或1955年，是几内亚的政治人物，前任總理，於2018年5月24日就職，直至於2021年隨政變遭罷免。
易卜拉希馬最初是合作部（Ministry for Co-operation）的官員，1990年，他出任公共投资的主管。1994年，他受几内亚总统兰萨纳·孔戴任命为“重大工程的管理者和控制者”（Administrator and Controller of Major Works）。 1996年，他漸接近孔戴周圍，被委派到总理办公室，负责管理国家预算和非政府组织。1997年，他晋升为财政和经济部长。在其任內，福法纳漸與孔戴產生矛盾，并于2000年1月被解職。在他的同事安全部长塞古·科里西·康代同意之下，他自請流亡达喀尔，隨後在美國獲得政治庇護，在佛罗里达、华盛顿特区的美国大学等處就讀。流亡期間，他從海外通过友人萨利富·卡马拉（Salifou Camara）等，繼續在几内亚发挥影响力。
2010年，易卜拉希馬代表自己創建的几内亚全民党（Guinea for All, GPT）參加总统大选，是大選中的24位候选人之一。